# Dejan Cigoja
Dejan Cigoja (Ljubljana, Eslovenia, 27 de septiembre de 1988) es un jugador de baloncesto internacional esloveno. Juega de ala-pívot y su actual equipo es el KK Tajfun Sentjur de la 1. A slovenska košarkarska liga.

## Carrera deportiva
Cigoja es una ala-pívot internacional en categorías formativas con Eslovenia. Tras debutar en la primera división de su país en las filas del Košarkarsko društvo Slovan y KK Zlatorog Laško, más tarde, daría el salto al baloncesto austríaco para jugar en el BSC Raiffeisen Panthers Fürstenfeld.
Jugó la temporada 2016-17 en las filas del WBC Raiffeisen Wels austriaco donde promedió 9 puntos y 4 rebotes.
En septiembre de 2017, firma con el Cafés Candelas Breogan para cerrar la plantilla de la temporada 2017-18 en Liga LEB Oro.

## Clubes
- Košarkarsko društvo Slovan  (2011-2012)
- KK Zlatorog Laško  (2012-2013)
- KK Splosna Plovba Portoroz   (2013-2015)
- BSC Raiffeisen Panthers Fürstenfeld   (2015-2016)
- WBC Raiffeisen Wels  (2016-2017)
- Cafés Candelas Breogan   (2017-2018)
- Ilirija Ljubljana  (2018)
- KK Tajfun Sentjur  (2018-2019)
- KK Rogaška  (2019-2020)
- Kapfenberg Bulls  (2020-2022)